# Duren Jaya
Duren Jaya is een bestuurslaag in het regentschap Kota Bekasi van de provincie West-Java, Indonesië. Duren Jaya telt 67.128 inwoners (volkstelling 2010).